# El Cafetal, Naolinco
El Cafetal är en ort i Mexiko.   Den ligger i kommunen Naolinco och delstaten Veracruz, i den sydöstra delen av landet, 240 km öster om huvudstaden Mexico City. El Cafetal ligger 899 meter över havet och antalet invånare är 288.
Terrängen runt El Cafetal är lite bergig. Runt El Cafetal är det ganska tätbefolkat, med 214 invånare per kvadratkilometer. Närmaste större samhälle är Xalapa, 12,6 km sydväst om El Cafetal. Omgivningarna runt El Cafetal är en mosaik av jordbruksmark och naturlig växtlighet.